# Vierte Flottille (Volksmarine)

Flagge eines Konteradmirals als Chef der 4. Flottille

Die 4. Flottille der Volksmarine der DDR war ein gemischter Verband der Volksmarine. Sie war eine von drei Flottillen der Volksmarine und wurde 1956 gegründet. Sie war im Marinestützpunkt Hohe Düne stationiert und wurde am 2. Oktober 1990 aufgelöst.

## Geschichte des Verbandes

### Geschichte des Verbandes bis zum Mauerfall, 1956 bis 1989

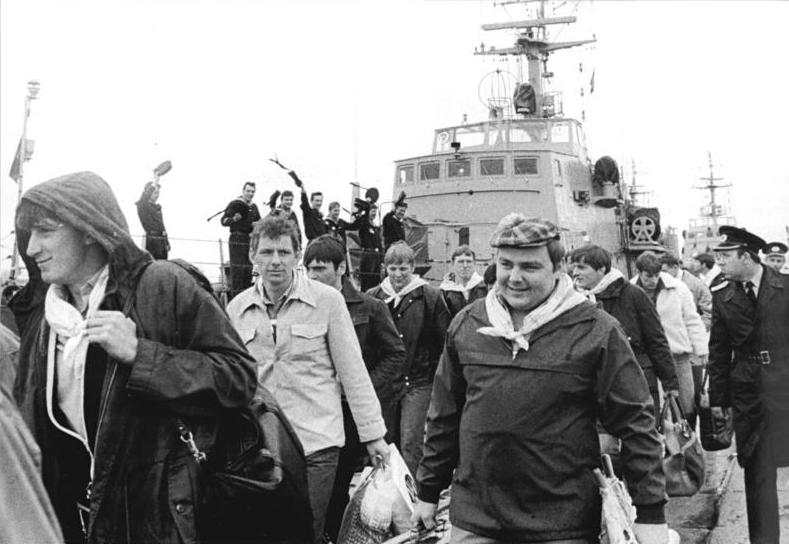
1982 – Wehrpflichtige der 4. Flottille werden ins Zivilleben entlassen.

Mit Befehl 4/56 des Ministers für Nationale Verteidigung der DDR, Generaloberst Willi Stoph, wurde Anfang 1956 mit der Bildung der Seestreitkräfte der DDR begonnen. Die bereits bestehenden Einheiten der Volkspolizei zur See wurden dem Kommando der Nationalen Volksarmee unterstellt und bildeten den Grundstock der neuen Seestreitkräfte. (Siehe auch Geschichte der Volksmarine)
Aus dem Stab und einigen Einheiten der „Flottenbasis West“ der Volkspolizei wurde am 4. Dezember 1956 die 4. Flottille der Volksmarine auf einem ehemaligen Flugplatz in Rostock-Hohe Düne aufgestellt. 1957 und 1958 wurden Unterkünfte und Einrichtungen für das Personal eingerichtet, und die Stationierung der ersten Schiffe begann. In den Anfangsjahren bestand die Aufgabe des Verbandes hauptsächlich in der Instandsetzung und Erweiterung der Gebäude und Straßen auf dem nach dem Zweiten Weltkrieg als Folge des Potsdamer Abkommens stark zerstörten Stützpunkts. Außerdem wurden Seeminen in den Gewässern um Warnemünde geräumt.

### 9. November 1989 bis 2. Oktober 1990
In Vorbereitung auf die deutsche Wiedervereinigung und dem damit verbundenen Ende der DDR befahl das Ministerium für Abrüstung und Verteidigung am 31. August 1990 die Entmunitionierung der Gefechtsfahrzeuge, Schiffe und Flugzeuge. Am 2. Oktober 1990, dem Vortag der deutschen Wiedervereinigung, wurde die Nationale Volksarmee (NVA) mit ihren Teilstreitkräften aufgelöst. Die Soldaten und Mitarbeiter traten am 2. Oktober zum letzten Mal als Angehörige der 4. Flottille der Volksmarine an, als bei einer Zeremonie die Flaggen der Volksarmee und der Volksmarine eingeholt wurden.

### Nach dem 3. Oktober 1990
Am 3. Oktober 1990 übernahm der Bundesminister der Verteidigung Gerhard Stoltenberg die Befehls- und Kommandogewalt über die in der Bundeswehr aufgegangenen Teile der aufgelösten NVA. Reste der 4. Flottille wurden in die Bundesmarine im Marinekommando Rostock übernommen und nach kurzer Zeit außer Dienst gestellt.

## Gliederung
Eine Flottille der Volksmarine setzte sich aus Brigaden zusammen, die wiederum in Abteilungen untergliedert waren. Diesen Abteilungen waren die Schiffe zugeteilt. Die 4. Flottille bestand aus einer Küstenschutzschiff- und einer Sicherungsbrigade, außerdem unterstanden ihr zwei Abteilungen direkt.

### 4. Küstenschutzschiffsbrigade

Stander eines Brigadechefs

Die 4. Küstenschutzschiffsbrigade bestand aus den Küstenschutzschiffen der Volksmarine. Das waren zunächst vier Fregatten der Riga-Klasse und später drei Fregatten des Projekts 1159. Zunächst noch als 4. Küstenschutzschiffsabteilung bezeichnet, wurde der Verband 1980 zur Brigade umstrukturiert.

### 4. Sicherungsbrigade

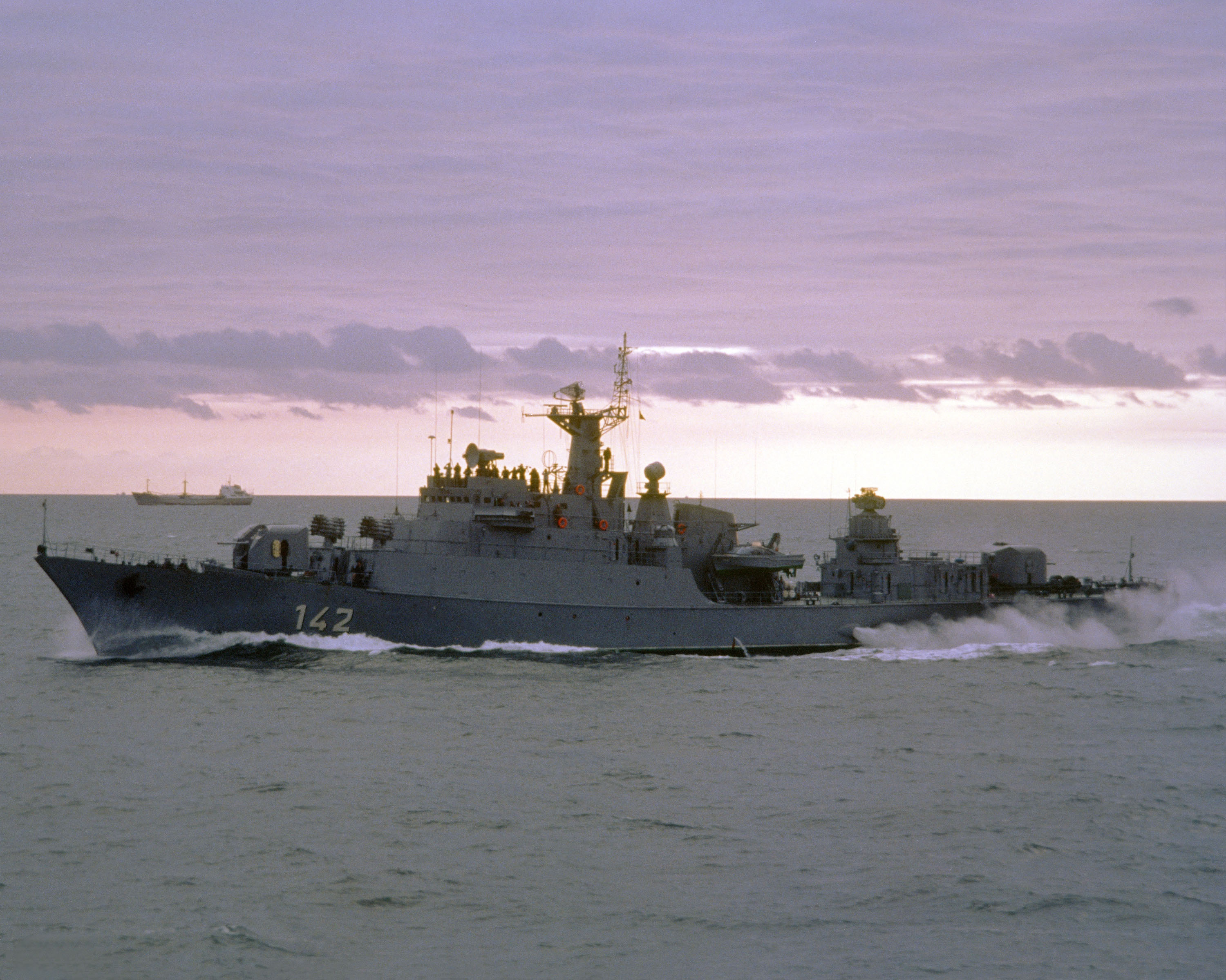
Küstenschutzschiff Berlin, Hauptstadt der DDR (Projekt 1159)

Die 4. Sicherungsbrigade bestand aus Minensuch- und U-Boot-Abwehreinheiten die in vier Abteilungen gegliedert waren. Zusätzlich gehörte zu dieser Brigade auch ein Schulschiff.

### 4. Sicherstellungsschiffsabteilung

Stander eines Abteilungschefs

Die 4. Sicherstellungsschiffsabteilung bestand aus Schleppern, verschiedenen Versorgungsschiffen und einem Wohnschiff. Sie wurde bis 1986 als 4. Hilfsschiffs- und Bergungsdienstabteilung geführt, bevor sie umbenannt wurde.

### 4. Vermessungsschiffsabteilung
Die 4. Vermessungsschiffsabteilung diente im Wesentlichen dem Seehydrographischen Dienst der DDR und bestand aus Vermessungsschiffen die hydrografische Vermessungen vornahmen und aus Aufklärungsschiffen für die Funkaufklärung. Zu letzteren zählten die Aufklärer des Projekts 65.2 Meteor und Komet (modifizierte Schiffe der Kondor-Klasse). Zur Gruppe der Vermessungsschiffe gehörte z. B. die Karl Friedrich Gauss, Projekt 136, eine modifizierte Kondor-II-Klasse.

## Unfälle und Vorkommnisse
Am 2. November 1962 kollidierten ein MLR-Schiff der 4. Flottille vom Typ Krake (Bordnummer 221) und das Minensuchboot „Minden“ der Bundesmarine (Bordnummer M1085) als Folge von Fehleinschätzungen der Kommandanten um 21.32 Uhr nördlich von Warnemünde. Beide Schiffe wurden am Bug beschädigt, zu Personenschäden kam es nicht.
Am 8. Juli 1980 kam es südlich von Gedser zu einer Kollision. Das Vermessungsschiff Komet (Kondor-II-Klasse), 4. Vermessungsschiffsabteilung, lief von Backbord kommend, hart vor dem Bug des dänischen Marinekutters MHV-94 her. Die Schiffe verkeilten sich kurz, auf der Komet wurde die Reling verbogen, MHV-94 wurde im Bugbereich ein Leck oberhalb der Wasserlinie gerissen. Es kam zu keinen Personenschäden, aber zu heftiger diplomatischer Aktivität und Berichten in der dänischen Presse, da die Komet die Seeverkehrsregeln missachtet hätte. Die DDR teilte den dänischen Behörden dagegen mit, die Schuld für den Vorfall liege klar bei MHV-94.

## Einheiten des Verbandes
Die 4. Flottille beheimatete die größten Kriegsschiffe der Volksmarine, die Küstenschutzschiffe (KSS), nachdem diese aus der 6. Flottille ausgegliedert worden waren. Bis zu ihrer Außerdienststellung waren das die KSS des Projekts 50 und später die des Projekts 1159.

### Kampfschiffe
| Klassenbezeichnung        | VM-internes Kürzel | Projekt-Nr.   | NATO-Bezeichnung | VM-Bezeichnung | Anzahl     | Dienstzeit    |
| ------------------------- | ------------------ | ------------- | ---------------- | -------------- | ---------- | ------------- |
| Küstenschutzschiff        | KSS                | Projekt 50    | Riga-Klasse      | -              | 4 Schiffe  | 1965 bis 1977 |
| Küstenschutzschiff        | KSS                | Projekt 1159  | Koni-Klasse      | -              | 3 Schiffe  | 1978 bis 1990 |
| U-Boot-Abwehrschiff       | UAW-Schiff         | Projekt 133.1 | -                | Parchim-Klasse | 8 Schiffe  | bis 1990      |
| Minensuch- und Räumschiff | MSR-Schiff         | Projekt 89.2  | Kondor-II-Klasse | -              | 12 Schiffe | bis 1990      |
| Minenleg- und Räumschiff  | MLR-Schiff         | Projekt 15    | -                | Krake-Klasse   | -          | bis 1969      |
| U-Boot-Abwehrboot         | UAW-Boot           | Projekt 201M  | -                | -              | -          | bis 1976      |
| U-Boot-Abwehrschiff       | UAW-Schiff         | Projekt 12    | Hai-Klasse       | Hai-Klasse     | -          | bis 1982      |
| Motorschulschiff          | SS                 | Projekt 888   | Wodnik-Klasse    | Wilhelm Pieck  | 1 Schiff   | 1976 bis 1990 |

### Hilfsschiffe

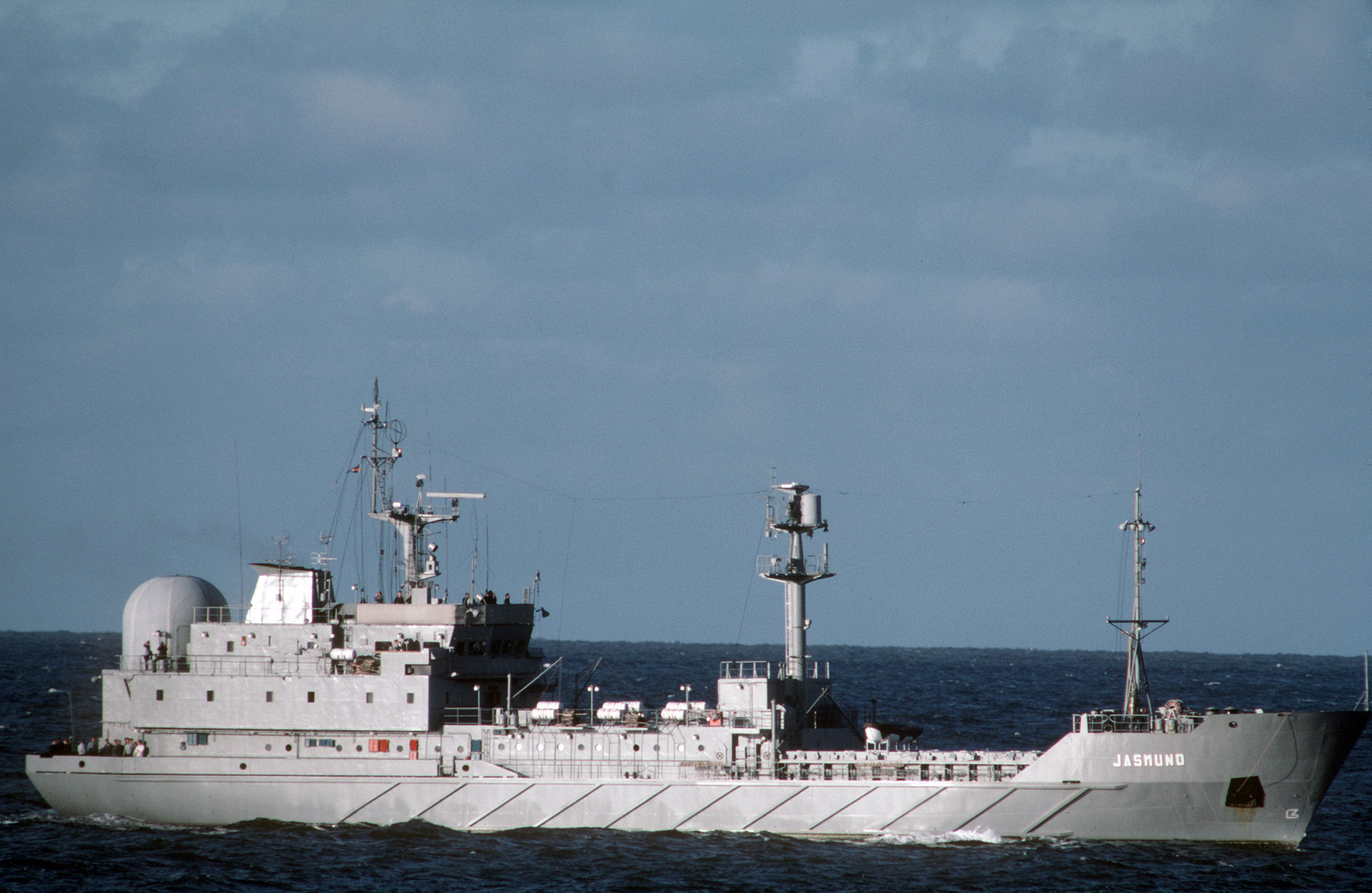
Das Aufklärungsschiff Jasmund 1986 beim Beobachten eines NATO Manövers

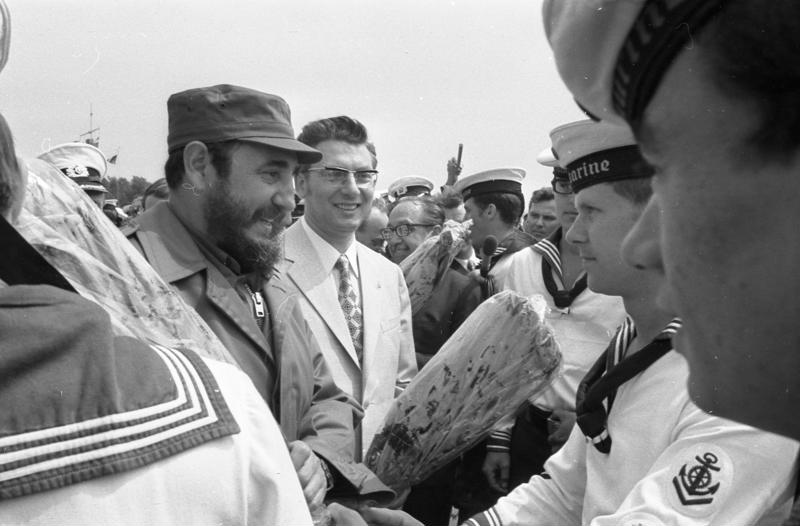
Im Juni 1976 besucht Fidel Castro Einheiten der 4. Flottille in Rostock

| Klassenbezeichnung      | Typ               | Projekt-Nr.     | NATO-Bezeichnung | VM-Bezeichnung                                                           | Anzahl    | Dienstzeit                         |
| ----------------------- | ----------------- | --------------- | ---------------- | ------------------------------------------------------------------------ | --------- | ---------------------------------- |
| Reedeschlepper          | Schlepper         | Projekt 270     | -                | Havel-Klasse                                                             | 2 Schiffe | -                                  |
| Reedeschlepper          | Schlepper         | Projekt 414     | -                | Zander-Klasse                                                            | 2 Schiffe | -                                  |
| Versorgungsschiff       | Hochseeversorger  | Projekt 602     | Darss-Klasse     | MS „Darss“ E 441 Projekt 602/131// // MS „Kühlung“ P 441 Projekt 602/134 | 2 Schiffe | MS „Darss“ von 01/1983 bis 11/1991 |
| Vermessungsschiff       | Aufklärungsschiff | Projekt 65.2    | Kondor-Klasse    | Meteor, Komet                                                            | 2 Schiffe | bis 1990                           |
| Vermessungsschiff       | Aufklärungsschiff | -               | -                | Hydrograph                                                               | 1 Schiff  | bis 1985                           |
| Vermessungsschiff       | Aufklärungsschiff | Projekt 602     | Darss-Klasse     | Jasmund                                                                  | 1 Schiff  | 1985 bis 1990                      |
| Tankschiff              | Tanker            | Projekt 1545    | -                | Baskunchak-Klasse Tanker „Usedom“ // Riems-Klasse Tanker „Poehl“         | 2 Schiffe | -                                  |
| Hafentankfahrzeug       | Binnentanker      | Projekt 2855/56 | -                | Königs-Klasse                                                            | 1 Schiff  | -                                  |
| Schwimmender Stützpunkt | Wohnschiff        | Projekt 162     | -                | Ohre-Klasse                                                              | 1 Schiff  | -                                  |

### Weitere Einheiten
- Wachkompanie 4
- Kraftfahrzeugkompanie 4
- Seehydrographischer Dienst 4
- 4. Seehydrographische Schiffsgruppe
- Teile Seehydrographischer Dienst 4 (Tonnenhof)
- Raketentechnische Abteilung / Kompanie 4
- Lehrbasis 4
- Munitionslager 4
- Marinepionierzug 4(im Objekt 2)
- Marine Taucher 4 (im Objekt 2)
- Flakbatterie 4 Reservisten (im Objekt 2)
- Chemischer Dienst 4
- Nachrichtenkompanie 4
- Kraftfahrzeuginstandsetzungszug 4
- Auswerte-, Rechen- und Informationsgruppe 4
- Instandsetzungsbasis 4
- Musikkorps 4
- Hafenkommando Darßer Ort
- Versorgungs- und Ausrüstungslager 4
- Zug Chemische Abwehr 4, ZChA-4 (im Objekt 2)
- HBTD – Hafenbau Techn. Dienst (Pioniere)
- BD – Bergungsdienst (Taucher)
- CD – Chem. Dienst (Aufklärer)

## Kommandeure der Flottille
- 1. Mai 1956–31. Oktober 1956 Fregattenkapitän Neumeister, Hellmut
- 1. November 1956–31. Dezember 1958 Fregattenkapitän Kühn, Walter – ab 1958 Kapitän zur See
- 1. Januar 1959–31. Dezember 1961 Fregattenkapitän Streubel, Johannes – ab 1960 Kapitän zur See
- 1. Januar 1961–30. November 1964 Fregattenkapitän Notroff, Fritz – ab 1964 Kapitän zur See
- 1. Dezember 1964–31. Mai 1971 Fregattenkapitän Bernig, Herbert – ab 1969 Kapitän zur See
- 1. Juni 1971–30. März 1976 Kapitän zur See Richter, Waldemar
- 1. Mai 1976–30. November 1980 Kapitän zur See Kahnt, Klaus – ab 1979 Konteradmiral
- 1. Dezember 1980–30. Juni 1985 Kapitän zur See Rödel, Rolf – ab 1983 Konteradmiral
- 1. Juli 1985–31. Januar 1990 Kapitän zur See Müller, Gerhard – ab 1989 Konteradmiral
- 1. Februar 1990–2. Oktober 1990 Kapitän zur See Fechner, Hans-Joachim